# K Vilvorde FC
Ne pas confondre avec le FC Zwarte Leeuw Vilvoorde, autre club de la ville de Vilvorde, porteur du matricule 306, radié en 1948.
Maillots
Dernière mise à jour : 27 septembre 2011.
Le K. Vilvoorde FC est un très ancien club belge de football localisé dans la ville de Vilvorde au Nord-Est de la périphérie de Bruxelles. À sa fondation, il fut dénommé Vilvorde FC. La version néerlandophone de sa dénomination fut officialisée vers 1968. Ce club porte le matricule 49.
La commune de Vilvorde est une des communes éponymes dans la problématique B-H-V. Ce fameux arrondissement électoral et judiciaire au centre de nombreuses tensions communautaires qui empoisonnent la vie politique belge.
Ce club joua en Promotion en 2009-2010. Ce fut sa 39e saison en série nationale. Il fut relégué en fin de saison et joue en 2010-2011 en Première provinciale du Brabant qu'il termina à la dernière place synonyme de descente en P2.
Avant la Seconde Guerre mondiale, il joua 11 saisons en Division 2.
Peu avant la fin de saison 2010-2011, les dirigeants du club transmettent, à l'URBSFA, une "demande de démission à la fin de la saison". Le matricule 49 disparaît alors qu'il devait fêter son centenaire !

## Histoire
Vilvorde FC débuta dans les séries régionales brabançonnes et y resta jusqu'en 1923. Le club accéda à la Promotion (alors 2e niveau national), mais cette première expérience ne dura qu'une saison. En 1925, le Vilvorde FC revint en Promotion. Le cercle de la périphérie bruxelloise termina à nouveau dans les derniers, mais resta en Nationale. En effet, la saison suivante (1926-1927) fut celle de la création du 3e niveau national qui hérita du nom de Promotion.
En décembre 1926, Vilvorde FC se vit attribuer le matricule 49. 
Vilvorde resta deux saisons au 3e niveau puis retrouva le 2e qui s'appelait Division 1. Le séjour y dura à nouveau deux saisons puis ce fut le retour en Promotion.
Le matricule 49 resta sept saisons au 3e échelon national. À partir de 1935, l'équipe Première fut placée sous la direction de Guutsaf Van Goethem. Cet ancien joueur de Berchem Sport débutait une carrière d'entraîneur qui le conduira par la suite, entre autres, au FC Turnhout et à l'Excelsior AC St-Niklaas. Vilvorde progressa  et remonta en Division 1 pour la saison 1937-1938. Entretemps, en 1936, le club s'était vu attribuer le titre de "Société Royale" et avait pris le nom de Royal Vilvorde FC ou R. Vilvorde FC.
Le matricule 49 resta en Division 1 jusqu'au terme de la saison 1946*-1947. Durant la Seconde Guerre mondiale, l'équipe participa aussi aux compétitions "de remplacement" organisées entre clubs bruxellois et affronta les grands noms de l'époque Daring, Union ou... à venir SC Anderlechtois.
Après quatre saisons en Promotion (D3), le R. Vilvorde FC rétrograda en séries provinciales un an avant la création du 4e niveau national. Ce fut d'ailleurs celui-ci qu'il réintégra au bout d'une saison de purgatoire en provinciale. Dans la nouvelle Promotion, le club appelé R. Vilvoorde FC, à partir de 1952, passa 12 saisons jusqu'en 1966, avec deux aller-retours en P1 Brabant. 
Relégué en 1966, le matricule 49 devra alors patienter 37 ans avant de revenir en série nationale. Le club s'enfonça rapidement dans la hiérarchie provinciale. Le K. Vilvoorde FC oscilla longtemps entre P2 et P3 (6 et 7e niveau).
Vers 1968, le club adopta son appellation actuelle: K. Vilvoorde FC.

### Inactivité, nouveau départ et disparition
Lors de la saison 1990-1991, le K. Vilvoorde FC se mit en inactivité. Reprenant en 4e Provinciale (8e niveau de la pyramide du football belge), le club regravit les échelons petit à petit. En 2003, il fit son retour en Promotion et y resta deux saisons.
Au terme de la saison 2008-2009, le K. Vilvoorde FC remporta le Tour final de P1 Brabant contre le R. CS Brainois et revint en Promotion. L'expérience ne dura qu'une saison. En 2010-2011, le matricule 49 se traîna en P1 brabançonne et termina dernier. Il devait être relégué en 2e Provinciale. Mais le 20/04/2011, "La Vie Sportive", l'organe officielle de la fédération communique que le K. Vilvoorde FC a rentré une demande de démission à la fin de la saison. Sauf revirement peu probable, le matricule 49 disparaît !

## Personnalités
- Vital Van Landeghem, joueur  de l'Union St-Gilloise durant sa période glorieuse des années 1930 termina sa carrière au Vilvorde FC.
- Jean Trappeniers, gardien de but du R. SC Anderlechtois et de l'équipe national belge, débuta au Vilvorde FC.
- Gilbert Van Binst joua un an avec les cadets du Vilvorde FC.

## Résultats en séries nationales (K. Vilvoorde FC)
Statistiques clôturées : club disparu

### Bilan
| Niv | Divisions    | Jouées | Titres | TM Up | TM Down |
| --- | ------------ | ------ | ------ | ----- | ------- |
| I   | 1e nationale | 0      | 0      |       |         |
| II  | 2e nationale | 11     | 0      |       |         |
| III | 3e nationale | 13     | 1      |       |         |
| IV  | 4e nationale | 15     | 0      |       |         |
|     |              |        |        |       |         |
|     | TOTAUX       | 39     | 2      |       |         |

- TM Up= test-match pour départager des égalités, ou toutes formes de Barrages ou de Tour final pour une montée éventuelle.
- TM Down= test-match pour départager des égalités, ou toutes formes de Barrages ou de Tour final pour le maintien.

### Saisons
| Ordre | Saison    | Nom du club             | Niveau                    | Classement final | Remarques                         |
| ----- | --------- | ----------------------- | ------------------------- | ---------------- | --------------------------------- |
| 1     | 1922-23   | Vilvorde FC             | Promotion (D2) série B    | 11e/14           | Relégué !                         |
|       |           |                         |                           |                  | séries régionales                 |
| 2     | 1925-26   | Vilvorde FC             | Promotion (D2) série B    | 14e/14           | Relégué de Promotion en Promotion |
| 3     | 1926-27   | Vilvorde FC             | Promotion (D3) série B    | 3e/14            |                                   |
| 4     | 1927-28   | Vilvorde FC             | Promotion (D3) série B    | Champion         | Promu !                           |
| 5     | 1928-29   | Vilvorde FC             | Division 1 (D2)           | 7e/14            |                                   |
| 6     | 1929-30   | Vilvorde FC             | Division 1 (D2)           | 13e /14          | Relégué !                         |
| 7     | 1930-31   | Vilvorde FC             | Promotion (D3) série A    | 8e/14            |                                   |
| 8     | 1931-32   | Vilvorde FC             | Promotion (D3) série C    | 4e/14            |                                   |
| 9     | 1932-33   | Vilvorde FC             | Promotion (D3) série B    | 4e/14            |                                   |
| 10    | 1933-34   | Vilvorde FC             | Promotion (D3) série C    | 5e/14'           |                                   |
| 11    | 1934-35   | Vilvorde FC             | Promotion (D3) série B    | 3e/14            |                                   |
| 12    | 1935-36   | Vilvorde FC             | Promotion (D3) série C    | 7e/14            |                                   |
| 13    | 1936-37   | R. Vilvorde FC          | Promotion (D3) série C    | Champion         | Promu !                           |
| 14    | 1937-38   | R. Vilvorde FC          | Division 1 (D2) série B   | 12e/14           |                                   |
| 15    | 1938-39   | R. Vilvorde FC          | Division 1 (D2) série B   | 4e/14            |                                   |
|       | 1939-40;  | Compétitions arrêtées   |                           |                  |                                   |
|       | 1940-41   | Compétitions régionales |                           |                  |                                   |
| 16    | 1941-42   | R. Vilvorde FC          | Division 1 (D2) série B   | 4e/14            |                                   |
| 17    | 1942-43   | R. Vilvorde FC          | Division 1 (D2) série A   | 11e/14           |                                   |
| 18    | 1942-43   | R. Vilvorde FC          | Division 1 série A        | 9e/14            |                                   |
|       | 1944-45   | Compétitions arrêtées   |                           |                  |                                   |
| 19    | 1945-46   | R. Vilvorde FC          | Division 1 (D2) série A   | 14e/17           |                                   |
| 20    | 1946-47   | R. Vilvorde FC          | Division 1 (D2) série A   | 14e/17           | Relégué !                         |
| 21    | 1947-48   | R. Vilvorde FC          | Promotion (D3) série B    | 6e/16            |                                   |
| 22    | 1948-49   | R. Vilvorde FC          | Promotion (D3) série A    | 7e/16            |                                   |
| 23    | 1949-50   | R. Vilvorde FC          | Promotion (D3) série C    | 12e/16           |                                   |
| 24    | 1950-51   | R. Vilvorde FC          | Promotion (D3) série A    | 14e/16           | Relégué !                         |
|       |           |                         |                           |                  | Provinciales Brabant              |
| 25    | 1952-53   | R. Vilvorde FC          | Promotion série D         | 8e/16            |                                   |
| 26    | 1953-54   | R. Vilvoorde FC         | Promotion série C         | 7e/16            |                                   |
| 27    | 1954-55   | R. Vilvoorde FC         | Promotion série C         | 13e/16           |                                   |
| 28    | 1955-56   | R. Vilvoorde FC         | Promotion série D         | 12e/16           |                                   |
| 29    | 1956-57   | R. Vilvoorde FC         | Promotion série B         | 14e/16           | Relégué !                         |
|       |           |                         |                           |                  | séries provinciales               |
| 30    | 1958-59   | R. Vilvoorde FC         | Promotion série A         | 8e/16            |                                   |
| 31    | 1959-60   | R. Vilvoorde FC         | Promotion série D         | 13e/16           |                                   |
| 32    | 1960-61   | R. Vilvoorde            | Promotion série A         | 3e/16            |                                   |
| 33    | 1961-62   | R. Vilvoorde FC         | Promotion série B         | 5e/16            |                                   |
| 34    | 1962-63   | R. Vilvoorde            | Promotion série B         | 14e/16           | Relégué !                         |
|       |           |                         |                           |                  | séries provinciales               |
| 35    | 1964-1965 | R. Vilvoorde FC         | Promotion série D         | 10e/16           |                                   |
| 36    | 1965-66   | R. Vilvoorde FC         | Promotion série C         | 16e/16           | Relégué !                         |
|       |           |                         |                           |                  | séries provinciales               |
| 37    | 2003-04   | K. Vilvoorde FC         | Promotion série B         | 7e/16            |                                   |
| 38    | 2004-05   | K. Vilvoorde FC         | Promotion série C         | 14e/16           | Relégué !                         |
|       |           |                         |                           |                  | séries provinciales               |
| 39    | 2009-10   | K. Vilvoorde FC         | Promotion série B         | 14e/16           | Relégué !                         |
|       |           |                         |                           |                  | séries provinciales               |
|       | 2011      | Dissolution             | Le matricule 49 disparaît |                  |                                   |